# Ödlestjärnesläktet
Ödlestjärnesläktet eller Ödlestjärnor  (Echidnopsis) är ett släkte i familjen oleanderväxter med 35 arter i östra Afrika och Arabiska halvön. Arten ödlestjärna (E. cereiformis) odlas som krukväxt i Sverige.

## Taxonomi
Fylogenetiska studier har visat att släktet är monofyletiskt och närmast besläktat med släktet Rhytidocaulon. Marginellt mer avlägset släkt är en systergren som omfattar släktet Pseudolithos och de utbredda Caralluma stapeliaderna i Nordafrika.

### Kända arter
- Echidnopsis angustiloba EABruce & P.R.O. Bally - Kenya
- Echidnopsis archeri P.R.O. Bally - Kenya
- Echidnopsis ballyi (Marn.-Lap.) P.R.O. Bally - N Somalia
- Echidnopsis bentii NEBr. ex Hook.f. - Arabien
- Echidnopsis bihenduhensis P.R.O. Bally- N Somalia
- Echidnopsis cereiformis Hook.f. - Sydafrika
- Echidnopsis chrysantha Lavranos - Somalia
- Echidnopsis ciliataP.R.O. Bally PROBally - N Somalia
- Echidnopsis dammaniana Sprenger - Eritrea
- Echidnopsis ericiflora Lavranos - Kenya
- Echidnopsis globosa Thulin & Hjertson - Jemen
- Echidnopsis inconspicua Bruyns
- Echidnopsis insularis Lavranos - Socotra
- Echidnopsis leachii Lavranos
- Echidnopsis malum (Lavranos) Bruyns - Somalia
- Echidnopsis mijerteina Lavranos - Somalia
- Echidnopsis milleri Lavranos - Socotra
- Echidnopsis montana (RADyer & EABruce) P.R.O. Bally - Etiopien
- Echidnopsis multangula (Forssk.) Chiov. - Arabien
- Echidnopsis planiflora P.R.O. Bally- Somalia, Etiopien
- Echidnopsis radians Bellerue-Bleck - Kenya
- Echidnopsis repens RADyer & Verdoorn - Tanzania
- Echidnopsis rubrolutea Ploughes - Somalia
- Echidnopsis scutellata (Deflers) A.Berger - Arabia, Kenya
- Echidnopsis seibanica Lavranos - Arabia
- Echidnopsis sharpei ACWhite & B.Sloane - Kenya, Somalia
- Echidnopsis similis Plogar - Somalia
- Echidnopsis socotrana Lavranos - Socotra
- Echidnopsis squamulata (Decne.) P.R.O. Bally - Arabien
- Echidnopsis uraiqatiana Dili - Eritrea
- Echidnopsis urceolata P.R.O. Bally- Kenya
- Echidnopsis virchowii K.Schum . - Somalia, Kenya, Tanzania
- Echidnopsis watsonii P.R.O. Bally- Somalia
- Echidnopsis yemenensis Plogar - Jemen

### Arter som tidigare ingick
Echidnopsis quadrangula nu Caralluma quadrangula.

### Webbkällor
- Svensk Kulturväxtdatabas
- African Flowering Plants Database